# Skatepark im. Igora Kowalewskiego
Skatepark im. Igora Kowalewskiego (poprzednio: Skatepark przy Lasku Widzewskim) – łódzki skatepark wybudowany w ramach budżetu obywatelskiego 2014. Koszt inwestycji wynosił 850 tysięcy. Oficjalnie skatepark oddany do użytku 5 czerwca 2015 roku. Jako pierwszy tego typu obiekt w Polsce skatepark ma swojego patrona. Imię Igora Kowalewskiego zostało nadane 19 września 2015 roku, w czasie obchodu "Igor Kowalewski Memorial Jam 2".
Skatepark znajduje się przy ulicy Przybyszewskiego 335 w Łodzi i zajmuje powierzchnię 800 m² (20 metrów długości i 40 metrów szerokości). Skatepark wyposażony jest w 11 elementów (przeszkód). Największą atrakcją jest jedyny w Łodzi bowl, czyli basen o głębokości 1,5 metra.

## Wydarzenia
- 5 czerwca 2015 – oficjalne otwarcie obiektu.
- 19 września 2015 – „Igor Kowalewski Memorial Jam 2” – wydarzenie upamiętniające Igora Kowalewskiego fundatora i prezesa polskiego oddziału Fundacji Skateistan(inne języki).
- 9 września 2017 – finał Deskorolkowych Mistrzostw Polski 2017[7].
- 12–13 września 2020 – finał Deskorolkowych Mistrzostw Polski 2020[7].